# Relaciones México-Mozambique
Las naciones de México y Mozambique establecieron relaciones diplomáticas en 1988. Ambas naciones son miembros de las Naciones Unidas.

## Historia
Durante el Comercio atlántico de esclavos, Portugal y España transportaron a gente esclavizada de Mozambique a México, donde llegaron principalmente a la ciudad portuaria de Veracruz. En junio de 1975, Mozambique obtuvo su independencia de Portugal. México y Mozambique establecieron relaciones diplomáticas el 26 de febrero de 1988. Desde el establecimiento de relaciones diplomáticas; las relaciones entre ambas naciones han tenido lugar principalmente en foros multilaterales como en las Naciones Unidas.
En octubre de 1986, México solicitó una investigación sobre la muerte del presidente mozambiqueño Samora Machel ante las Naciones Unidas después de que su avión se estrellara en Sudáfrica. En junio de 1999, la secretaria de Relaciones Exteriores de México, Rosario Green, se reunió con el presidente de Mozambique, Joaquim Chissano, mientras ambos asistían a la toma de posesión del presidente sudafricano Thabo Mbeki en Pretoria.
En marzo de 2002, el Primer ministro de Mozambique, Pascoal Mocumbi, realizó una visita a México para asistir al Consenso de Monterrey. Durante su visita, el primer ministro Mocumbi se reunió con el presidente Vicente Fox.
En diciembre de 2010, la ministra de Medio Ambiente de Mozambique, Alcinda Abreu, realizó una visita a México para asistir a la Conferencia de las Naciones Unidas sobre el Cambio Climático de 2010 en Cancún. En octubre de 2015, el ministro de Justicia de Mozambique, José Ibraimo Abudo, realizó una visita a México y se reunió con el presidente del Comisión Nacional de los Derechos Humanos de México, Luis Raúl González Pérez. Durante la visita, ambas naciones acordaron que se desarrollarán actividades conjuntas en materia de protección y difusión de los derechos humanos, capacitación y asesoría entre ambas naciones.
En 2024, ambas naciones celebraron 36 años de relaciones diplomáticas.

## Visitas de alto nivel
Visitas de alto nivel de Mozambique a México
- Primer Ministro Pascoal Mocumbi (2002)
- Ministra de Medio Ambiente Alcinda Abreu (2010)
- Ministro de Justicia José Ibraimo Abudo (2015)

## Acuerdos bilaterales
En 2004, ambas naciones firmaron un Acuerdo de Cooperación Educativa y Cultural.

## Comercio
En 2023, el comercio entre México y Mozambique ascendió a $24.1 millones de dólares. Las principales exportaciones de México a Mozambique incluyen: medicamentos, chocolates y otros dulces, remolques y semirremolques, válvulas y tuberías similares, manufacturas de hierro o acero, y pescado. Las principales exportaciones de Mozambique a México incluyen: cables de aluminio, minerales de titanio y sus concentrados, máquinas para procesamiento de datos, prendas de vestir, pieles, minerales, y piedras preciosas.

## Misiones diplomáticas
- México está acreditado a Mozambique a través de su embajada en Pretoria, Sudáfrica.[11]
- Mozambique está acreditado a México a través de su embajada en Washington D. C., Estados Unidos.[12]